# قارخون (آرماویر)
قارخون (به لاتین: Karkhun) یک روستای سابق در ارمنستان است که در استان آرماویر واقع شده‌است.